# Трихінела
Трихінела (лат. Trichinella — волосяний; застаріле — Трихіна) — рід паразитичних круглих червів, збудників трихінельозу. Личинки трихінели потрапляють у поперечно-смугасті м'язи людини або інших ссавців, де вкриваються щільною оболонкою (інкапсулюються).

## Життєвий цикл

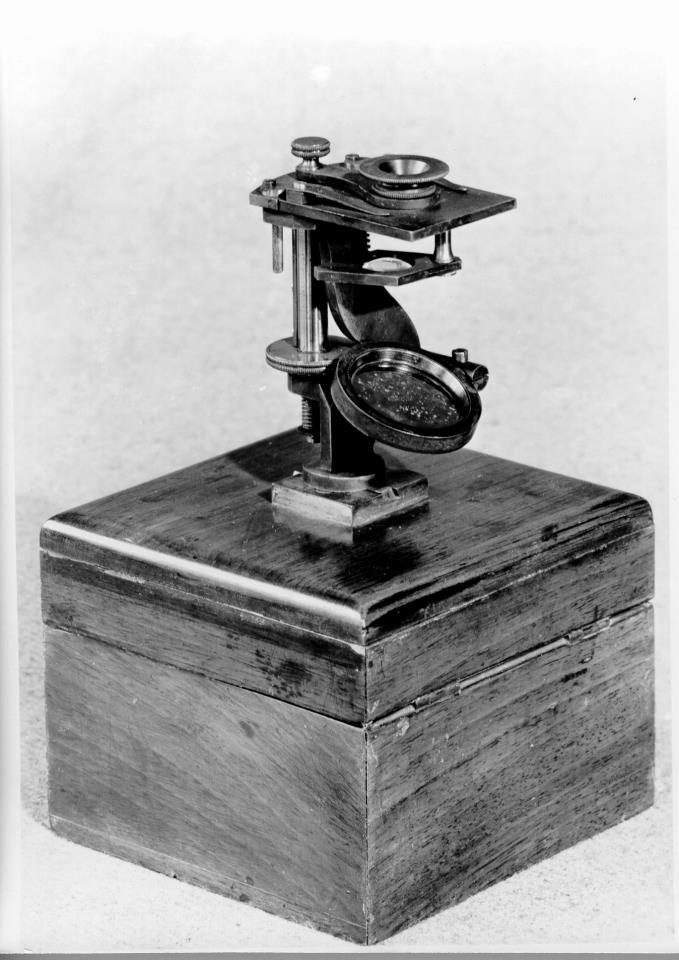
Перший трихінелескоп, який було створено 1847 року для виявлення личинок трихінел у м'язах тварин. Являє собою велику лупу зі збільшенням зображення у 8 разів.

Копуляція різностатевих черв'яків відбувається в просвіті тонкої кишки дефінітивного хазяїна. Ембріональний розвиток і вилуплення личинок із яйця відбувається в статевих шляхах самиці (яйцеживонародження). Самиці трихінел укорінюють передній кінець тіла в кишковий епітелій і народжують 1-2 тисячі личинок, які активно мігрують через кровоносні і лімфатичні судини по всьому тілу господаря. Виживають лише ті личинки, які потрапляли в поперечно-смугасті м'язи з гарним кровопостачанням (жувальні, окорухові м'язи, м'язи діафрагми). Там вони стилетом,який функціонує лише на цій стадії,руйнують м'язову тканину і спричинюють формування господарем навколо них капсули веретеноподібної форми. Згодом капсула просочується вапном, однак обмін речовиною між паразитом і господарем не припиняється. Ця стадія (м'язова трихіна) може існувати кілька років. Зараженість м'язів личинками трихінел може досягати 15 тисяч на кілограм тканини. Для замикання життєвого циклу необхідно, щоб м'язи господаря з'їв інший ссавець. При попаданні в тонку кишку протягом декількох днів трихінела зазнає чотири линьки, досягаючи статевої зрілості. Таким чином, для розвитку одного покоління необхідна зміна хазяїна, який послідовно виступає в ролі остаточного для батьківських форм та проміжного — для дочірніх.